# 10,000 Maniacs
10,000 Maniacs es un grupo musical de rock alternativo formado en Jamestown, Nueva York, en 1981.
La banda es más conocida por su versión de Patti Smith, "Because the Night", incluido en su MTV Unplugged de 1993. Esta versión, con algunos cambios en su letra, alcanzó el número 11 en el Billboard Hot 100, sin que pudieran superarlo con otra canción.

## Historia
Originalmente 10,000 Maniacs se fundó en Jamestown como Still Life. Buck contacto con  Drew y Gustafson, que tenían una amistad previa desde hace 10 años, en el entorno del Colegio comunitario local. Drew y Gustafson eran los encargados de la emisora de radio universitaria y Buck, que estudió allí,era oyente de aquella. Los tres conectaron y cuando su anterior grupo se disolvió, Buck pidió a sus nuevos amigos que entraran en Still Life.Buck reclutó a John Lombardo, que estaba en otro grupo local llamado The Mills, como segundo guitarra, a su esposa Terri Newhouse como voz principal y a Chet Cardinale como batería. Natalie Merchant, que se movía por esos mismos ambientes, hacía segundas voces. Cuando Newhouse abandona definitivamente el grupo meses después, Natalie se convierte en su voz principal. Cuenta la leyenda que un su primera actuación con la banda como no sabía una letra, empieza a improvisar una letra con el apoyo de un libro de texto de Estudios Sociales y encandila así a la audiencia. Cardinale deja el grupo y Tim Edborg lo sustituye por algunos meses. Cambian su nombre a Burn Victims y luego al definitivo en homenaje de la película de serie B 2000 Maniacs. En el año siguiente el grupo graba su primer EP con el título de Human Conflict Number Five. Jim Fotti es en ese tiempo el batería titular. Amigos les cuentan que en área de Atlanta, donde existía una pujante escena musical en ese tiempo, pueden tener numerosas actuaciones. Y se marchan allí. Pero su éxito fue escaso y regresan a su zona local. Lo único positivo para el grupo fue la fuerte camaradería que surgió entre Merchant con un primerizo Michael Stipe. Al año siguiente graban su primer larga duración con el título Secrets of the I Ching ya con Jerry Augustyniak como batería definitivo. El grupo hizo numerosas giras especialmente en el circuito universitario y fue haciéndose así fama y seguidores. Ese hecho y el apoyo y difusión que el veterano DJ británico John Peel da a ese disco en el otro lado del Atlántico les lleva a firmar un contrato con la discográfica Elektra y grabó su primer disco con esa compañía The Wishing Chair en 1985. Obtienen con aquél un relativo éxito en la Lista de discos más vendidos en Gran Bretaña Lombardo, cansado de como transcurría el grupo, lo abandona pocos antes de grabar In My Tribe. Bajo la experta guía de Peter Asher lograron hacerse conocidos del público en general.Aunque su puesto más alto donde llegaron en la lista Billboard 200 fue la 37, estuvieron en la lista 77 semanasSu siguiente grabación Blind Man's Zoo (1989) también producida por Asher fue disco de oro y llega al puesto 13 de la lista Billboard 200. Los ejecutivos de la discográfica desean relanzar sus primeras dos grabaciones, sacándolas con el título de Hope Chest: The Fredonia Recordings 1982–1983 y el grupo recurre a Lombardo para ayudarles en la tarea del remasterizado, este trae a su nueva compañera musical la  cantante, violista y violinista de formación clásica Mary Ramsey. Ambos formaban un grupo de folk progresivo llamado John and Mary y ejercen de teloneros en la gira que presenta el álbum. La meningitis espinal que contrae Merchant en esa gira, hace detener el trascurrir de la banda. Merchant se recupera haciendo trabajo voluntario con la infancia en Harlem.Según la opinión de crítico musical Bill Kopp, recogida en su blog: los ejecutivos de Elektra mimaban a Merchant y la preparan para una carrera en solitario. Merchant y el resto del grupo reconocen esta última etapa suya  en el grupo como distante. Merchant decide ir en solitario, pero quiere dar un colchón al grupo así que en 1992 graba con el grupo Our time in Eden con la producción de Paul Fox, disco donde surgirán canciones tan emblemáticas para el grupo como These Are Days, Stockton Gala Days y Candy Everybody Wants y teniendo ya a Ramsey como segunda voz y cuerdas frotadas. El grupo actúa al año siguiente en el baile de toma de posesión de Bill Clinton. Natalie Merchant abandonó el grupo en 1993 dejando como legado la notable aparición de despedida del grupo en la serie Unplugged de MTV. El grupo incorporara a Ramsey como voz principal y cuerdas frotadas y Lombardo se reengancha. Elektra prescinde de sus servicios y deben hacer su travesía del desierto. El grupo esos años gira, escribe nuevo material (alguno con la colaboración de Jules Shear), y graba maquetas con aquel. Hacen una gira por Oriente Medio con la United Service Organizations. Y Geffen Records les graba Love Among the Ruins. Aunque su versión de More Than This llega al puesto 25 de la lista del Billboard Hot 100 y es el Sencillo mas vendido en de la compañia en tiendas de discos, su siguiente sencillo Rainy Day, a pesar de su promoción no entra en esta y el disco escala únicamente hasta el modesto puesto 104 de la lista Billboard 2000. y con unas ventas de 200000 discos (30000 en los tres primeros meses de circulación) Geffen rescinde el contrato con ellos, pasados esos tres meses.
Buck se toma un tiempo del grupo al formar parte del Supergrupo League of Blind Women en Texas a partir de diciembre de 1998. Durante ese tiempo el guitarrista del grupo de Buffalo Animal Planet Michael Lee Jackson ocupa su puesto hasta su regreso. En 1999 la discográfica de Hoboken Bar/None Records, les produce el CD The Earth Pressed Flat, de moderado éxito y el grupo sigue girando y promocionando los siguientes meses. Fue después de un concierto que el grupo daba con la Filarmonica de Buffalo el día 3 de noviembre de 2000 cuando la condición hepática frágil de Buck empeoró, teniendo que ser hospitalizado y muriendo el 19 de diciembre de ese año.
2001 fue un año de hiato para el grupo. Lombardo y Ramsey terminaban de grabar su tercer CD The Pinwheel Galaxy. Drew, Gustafson y Jeff Erickson (antiguo encargado de los instrumentos, que había tocado en algunas ocasiones con el grupo a partir de finales de 1998 y amigo y discípulo de Buck) formaban con otros músicos un grupo llamado The Mighty Wallop! y Augustyniak entraba en otro grupo llamado Only Humen. Los seis se reúnen para hacer un concierto benéfico en Toronto el día 5 de diciembre de aquel año y el grupo decide proseguir su carrera. Pero Lombardo no desea seguir como guitarra rítmico, ya que Erickson ejercerá la función de su amigo Buck como guitarra solista, abandona el grupo y Ramsey le acompaña. El grupo remedia la falta de una voz principal contratando a Oskar Saville antigua cantante del grupo de Chicago Rubygrass. La conocieron cuando en un concierto compartido con Collective Soul en Chicago Ed Roland la sube para hacen una versión de un tema U2.Oskar realiza su primer concierto con el grupo el 8 de mayo de 2003. El grupo esta de gira tanto por dentro y por fuera de Estados Unidos y piensa grabar material nuevo, pero Oskar saco su único disco en solitario llamado A girl name Oskar por esas fechas y tiene un hijo a finales de 2005 ralentizando el proyecto y al año siguiente soló sacan un directo en conmemoración de los 25 años del grupo llamado Live Twenty-Five. Ramsey en estas fechas hacia cuerdas y segundas voces en el grupo y cuando Saville deja el Grupo en el verano de 2007, Ramsey vuelve a ser la voz solista del grupo. Elektra saca el 27 de enero de 2004 Campfire Songs: The Popular, Obscure and Unknown Recordings of 10,000 Maniacs una mezcla de grandes éxitos y versiones de otros artistas que el grupo grabó en su día como caras B.
El grupo seguirá girando por Estados Unidos. En 2011 al coincidir con su trigésimo aniversario sacan en junio un EP llamado Triangles en una discográfica que los miembros crean. Este es el primer material nuevo que la banda saca desde 1999. El grupo da en octubre de ese mismo año en el Scharmann Theate del colegio comunitario de su ciudad natal un par de conciertos con todo vendido, para conmemorar ese aniversario. El año siguiente el grupo se lo pasa  grabando su siguiente  CD llamado Music from the Motion Picture que lo sacan al mercado el 26 de febrero de 2013.
El siguiente CD tiene una historia curiosa: Ramsey solía cantar a capela la canción que el pionero del folk estadounidense Travis Edmonson compuso poniendo música al poema de William Butler Yeats The Song of Wandering Aengus. En paralelo Ramsey se buscó en internet y en su búsqueda encuentra un par de temas tradicionales británicos con el título de Lady Mary Ramsey, comento ese hecho con sus compañeros y que se podía hacer algo con esos dos hechos. Lombardo (que es un profundo conocedor del material folclórico británico y que se estaba reintegrando al grupo en esas fechas) aporta el material para el disco. El grupo financia el disco con una campaña de micro-mecenazgo lanzada en la plataforma PledgeMusic. El disco con título Twice Told Tales se graba entre mediados de 2014 y principios de 2015 y la discográfica Cleopatra Records lo lanza al mercado el 28 de abril de ese año. A partir de esas fechas Lombardo gira con el grupo. El grupo saca un Mini-LP llamado For Crying Out Loud en febrero de 2016. Este consiste de dos piezas de adelanto de su próximo directo (These Are Days y Love Among The Ruins), una demo de She Moves Through The Fair, un tema inédito grabado en 1986 llamado Go Song Go y un tema de cada uno de sus últimos CDs (Shining Light de Love among the ruins(1997), Ellen de The earth pressed flat(1999) y Triangles de Music from the motion picture(2013) ). El grupo editara un par de directos en fechas posteriores. El primero Playing Favorites una selección que el grupo ofreció en sus conciertos que dio en septiembre de 2014 en el Centro de para las artes Reg Lenna  de su Jamestown local y que sale al mercado el 3 de junio de 2016. Y en 2017 sacan 10,000 Maniacs Live at the Belly Up grabado en la sala Belly up de San Diego el 5 de agosto de 2017.
El grupo continua girando los sucesivos años. A partir de 2021 realizan una gira especial por sus 40 años en la carretera con el título 10,000 Maniacs featuring Mary Ramsey. Los componentes del grupo reflexionan sobre el legado del grupo en la promoción de la gira.El grupo tenía unas 40 nuevas canciones a la altura de abril de 2022 e intención de seleccionar algunas para grabar un nuevo disco. En julio de 2023 Erickson y Ramsey se retiran del grupo (en el caso de Ramsey temporalmente) y el grupo recluta a Leight Nash y Matt Scolum de Sixpence None the Richer para ocupar sus lugares y como músico de acompañante a la joven y talentosa intérprete  bufalense Sally Schafer.En enero de 2004 Nash y Scolum reactivan su grupo y abandonan el grupoY Ramsey regresa al grupo y junto ella gira ese año el compañero suyo y de Lombardo Joe Rozler a la guitarra y los teclados. Y se añade como guitarra  solista al chicaguense Benny Medina en abril de ese año.
El grupo anuncio en Agosto de 2025 que sacara al mercado un nuevo disco con el titulo de Dawn Chorus a principios de 2026.

## Miembros

### Miembros actuales
- Dennis Drew – Teclados, Coros (1981–presente)
- Steve Gustafson – Bajo, coros (1981–presente)
- John Lombardo – Guitarra, voces (1981–1986, 1994–2002, 2015-presente)
- Jerry Augustyniak – Batería, coros (1983–presente)
- Mary Ramsey – Voz principal, violín, viola (1993–2001, 2007-2023, 2024–presente)
- Benny Medina – Guitarra, voces (2024–presente)

### Antiguos miembros
- Rob Buck – Guitarra (1981–1998, 1999–2000; muerto en 2000)
- Chet Cardinale – Batería (1981)
- Teri Newhouse  - Voces (1981)
- Natalie Merchant – Voz principal, piano (1981–1993)
- Tim Edborg – Batería (1981)
- Jim Colavito – Saxofón (1981)
- Debbie Heverly – Piano (1981)
- Duane Calhoun – Guitarra Principal (1981)
- Bob "O'Matic" Wachter – Batería (1981-1982; muerto en 2013)
- Jim Foti – Batería (1982-1983)
- Oskar Saville – Voz principal, guitarra acústica (2002–2007)
- Jeff Erickson – Guitarra, voces (2001–2023)
- Leigh Nash – Voz principal (2023-2024)
- Matt Slocum – Guitarra (2023-2024)

## Discografía

### Álbumes

#### Álbumes de studio
| Year | Álbum details                 | Peak chart positions | Peak chart positions | Certifications (Certificación) |
| Year | Álbum details                 | US                   | UK                   | Certifications (Certificación) |
| ---- | ----------------------------- | -------------------- | -------------------- | ------------------------------ |
| 1983 | Secrets of the I Ching        | -                    | -                    |                                |
| 1985 | The Wishing Chair             | -                    | -                    | - UK: Silver                   |
| 1987 | In My Tribe                   | 37                   | -                    | - US: 2x Platinum              |
| 1989 | Blind Man's Zoo               | 13                   | 18                   | - US: Platinum                 |
| 1992 | Our Time in Eden              | 28                   | 33                   | - US: 2x Platinum              |
| 1997 | Love Among the Ruins          | 104                  | -                    |                                |
| 1999 | The Earth Pressed Flat        | -                    | -                    |                                |
| 2013 | Music from the Motion Picture | -                    | -                    |                                |
| 2015 | Twice Told Tales              | -                    | -                    |                                |

#### EP
- Human Conflict Number Five (1982)
- You Happy Puppet (1989)
- Candy Everybody Wants (1993)
- Few & Far Between (1993)
- Triangles (2011)
- For Crying Out Loud (2016)

#### Conciertos
| Año  | Detalle                            | Listas | Listas | Certificaciones (Certificación) |
| Año  | Detalle                            | US     | UK     | Certificaciones (Certificación) |
| ---- | ---------------------------------- | ------ | ------ | ------------------------------- |
| 1992 | Candy Everybody Wants              | -      | -      |                                 |
| 1993 | MTV Unplugged                      | 13     | 40     | - * US: 3x Platinum             |
| 2006 | Live Twenty-Five                   | -      | -      |                                 |
| 2009 | Extended Versions                  | -      | -      |                                 |
| 2016 | Playing favorites                  |        |        |                                 |
| 2017 | 10000 Maniacs Live at thr Belly up |        |        |                                 |

#### Recopilaciones
- Hope Chest: The Fredonia Recordings 1982–1983 (1990)
- Campfire Songs: The Popular, Obscure and Unknown Recordings (2004)

### Sencillos
| Year                                    | Sencillo                  | Peak chart positions | Peak chart positions | Peak chart positions | Peak chart positions | Peak chart positions | Peak chart positions | Álbum                  |
| Year                                    | Sencillo                  | US Hot100            | US Alt               | US Main              | US AC                | CAN                  | UK                   | Álbum                  |
| --------------------------------------- | ------------------------- | -------------------- | -------------------- | -------------------- | -------------------- | -------------------- | -------------------- | ---------------------- |
| 1983                                    | "My Mother the War"       | —                    | —                    | —                    | —                    | —                    | —                    | Secrets of the I Ching |
| 1985                                    | "Can't Ignore the Train"  | —                    | —                    | —                    | —                    | —                    | —                    | The Wishing Chair      |
| 1985                                    | "Scorpio Rising"          | —                    | —                    | —                    | —                    | —                    | —                    | The Wishing Chair      |
| 1987                                    | "Don't Talk"              | —                    | —                    | —                    | —                    | —                    | —                    | In My Tribe            |
| 1987                                    | "Peace Train"             | —                    | —                    | —                    | —                    | —                    | —                    | In My Tribe            |
| 1988                                    | "Like the Weather"        | 68                   | —                    | 37                   | —                    | —                    | —                    | In My Tribe            |
| 1988                                    | "What's the Matter Here?" | 80                   | 9                    | —                    | —                    | —                    | —                    | In My Tribe            |
| 1989                                    | "Trouble Me"              | 44                   | 3                    | 20                   | 7                    | 31                   | 77                   | Blind Man's Zoo        |
| 1989                                    | "Eat for Two"             | —                    | 12                   | —                    | —                    | —                    | 93                   | Blind Man's Zoo        |
| 1992                                    | "These Are Days"          | 66                   | 1                    | —                    | 34                   | 35                   | 58                   | Our Time in Eden       |
| 1992                                    | "Candy Everybody Wants"   | 67                   | 5                    | —                    | —                    | 71                   | 47                   | Our Time in Eden       |
| 1993                                    | "Few and Far Between"     | 95                   | —                    | —                    | —                    | —                    | —                    | Our Time in Eden       |
| 1993                                    | "Everyday Is Like Sunday" | —                    | 22                   | —                    | —                    | —                    | —                    | Candy Everybody Wants  |
| 1993                                    | "Because the Night"       | 11                   | 7                    | —                    | 9                    | 10                   | 65                   | MTV Unplugged          |
| 1997                                    | "More Than This"          | 25                   | —                    | —                    | —                    | 11                   | —                    | Love Among the Ruins   |
| 1997                                    | "Rainy Day"               | —                    | —                    | —                    | —                    | —                    | —                    | Love Among the Ruins   |
| "—" denotes releases that did not chart |                           |                      |                      |                      |                      |                      |                      |                        |